# Làng văn hóa (Dubai)

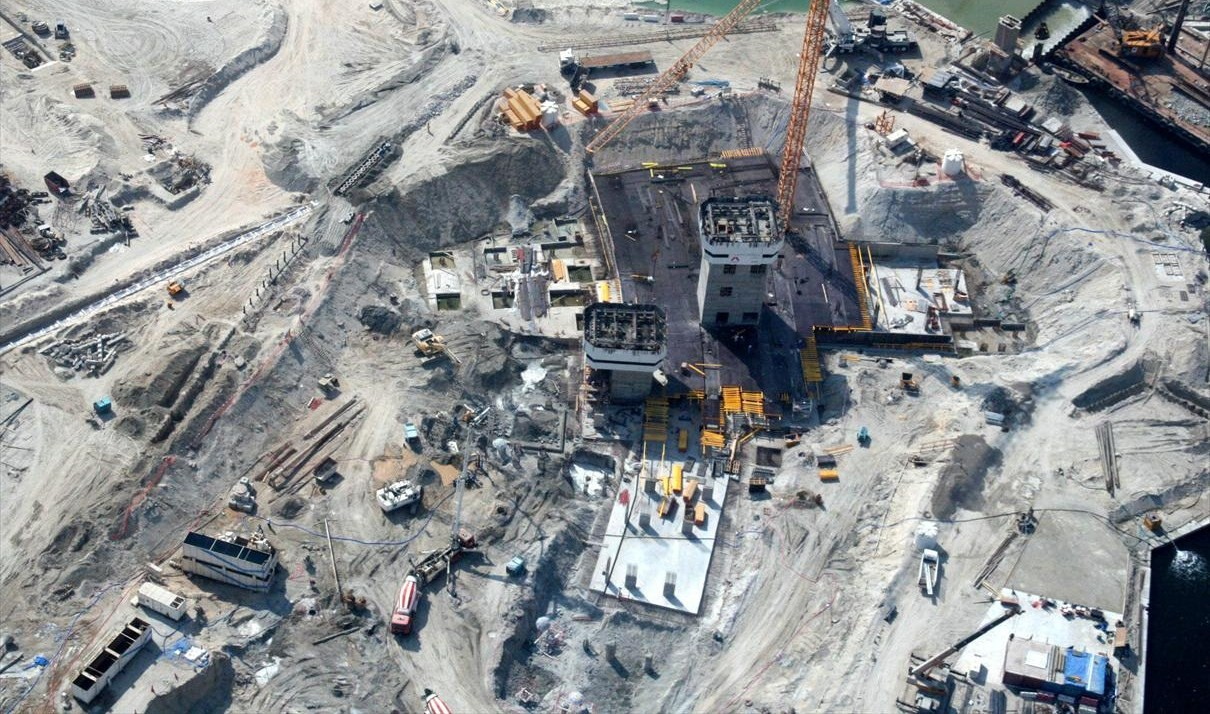
Tháp D1 đang được xây dựng tại Làng văn hóa năm 2007.

Làng văn hóa là một dự án phát triển đa mục đích ở Dubai, Các Tiểu vương quốc Ả Rập thống nhất, nằm dọc theo bờ của nhánh sông Dubai trên mảnh đất rộng 3.700.000 mét vuông. Khi hoàn thành làng sẽ bao gồm một bến cảng, trung tâm văn hóa và triển lãm và phát triển bến cảng. Trung tâm của dự án này là Palazzo Versace Dubai, khách sạn 5 sao thứ hai trên thế giới sau Palazzo Versace of Queensland, Australia.

## Dự án Làng văn hóa Dubai

### Palazzo Versace
Khách sạn có một diện tích 37.224 mét vuông và sau khi hoàn thành, nó sẽ bao gồm nhà hàng, spa, 169 chung cư & nhà nghỉ, 146 phòng khách sạn và 58 dãy phòng.

### D1
D1 (có nghĩa là Dubai Number One) là một tòa nhà dân cư chọc trời cao 80 tầng. Tháp 80 tầng khi hoàn thành sẽ bao gồm một sảnh trên cao, hồ bơi trong nhà, phòng tập thể dục. Sau khi hoàn thành nó sẽ cao 284m, với một ngọn tháp sẽ cao đến 350m.
Các dự án khác bao gồm:
- Iris Amber
- Nur
- Dinh thự Yuvi

## Các khu văn hóa
Làng văn hóa sẽ bao gồm các khu sau:
- Khu dân cư
- Khu vực thương mại
- Khu bán lẻ
- Khu mua sắm